# Panton Rayeuk II
Panton Rayeuk II is een bestuurslaag in het regentschap Aceh Utara van de provincie Atjeh, Indonesië. Panton Rayeuk II telt 151 inwoners (volkstelling 2010).